# Cine Carioca

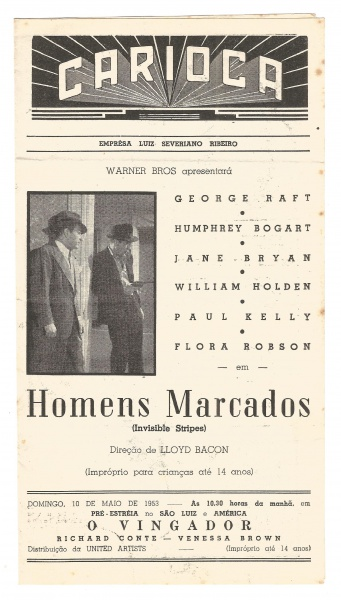
Programa do Cine Carioca do filme "Homens Marcados", em 1939.

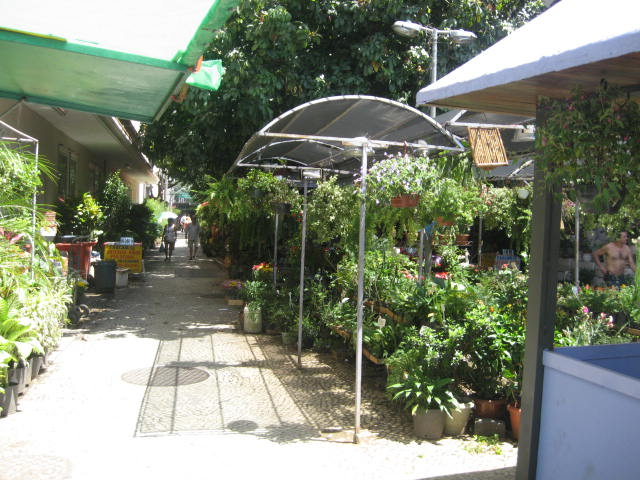
Rua das Flores, o cinema fica à esquerda, nos muros externos eram colocados pôsteres dos filmes exibidos no período.

Cine Carioca era uma sala de cinema localizada na Praça Sáenz Peña, no bairro da Tijuca, Rio de Janeiro. O edifício se mantém praticamente sem alterações desde o fim da sala de cinema.
Foi inaugurado a 23 de março de 1941 possuindo mais de 1.000 lugares e fechado como cinema provavelmente no início dos anos 2000.
Em estilo art déco, seu interior possui até mármore de Carrara no sagüão. Hoje se encontra tombado, exatamente em 1999, por isso seu ocupante não pôde realizar qualquer alteração mais significativa, mesmo assim as letras com o nome C A R I O C A foram retiradas da marquise superior, bem como os elementos de iluminação neón, que adornavam a fachada. Foi construído pela empresa Luiz Severiano Ribeiro, alguns de seus elementos internos (luminárias, alto relevos em gesso) eram semelhantes ao do cinema Rian, na Avenida Atlântica, ainda que o Rian fosse mais simples que o Carioca.
Fica na Rua Conde de Bonfim nº 338, a via mais importante do bairro, esquina com Rua das Flores e exatamente na outra esquina ficava o Cine América, hoje uma drogaria. A sala era vizinha do tradicional Café Palheta, fechado para virar outra drogaria.